# Akusilos
Akusilos (altgriechisch Άκούσιλος) aus Akraiphia war ein antiker griechischer Bildhauer. Er ist heute nur noch aufgrund dreier Signaturen in Inschriften auf Basen aus Kalkstein für Kuroi bekannt. Diese standen im Heiligtum von Ptoion in der Nähe von Theben. Die Inschriften werden in die zweite Hälfte des 6. Jahrhunderts v. Chr. datiert.